# هلگولند
هلیگولند (به انگلیسی: Heligoland)مجمع‌الجزایری است کوچک در جنوب شرقی دریای شمال متعلق به کشور آلمان. این جزایر قبلاً جزء متصرفات دانمارک و امپراتوری بریتانیا بودند ولی اکنون به آلمان تعلق دارند. آن‌ها در فاصله ۴۶ کیلومتری آلمان و با سه ساعت دریانوردی از بندر کوکسهاون و در دهانه رود البه قرار دارند. جمعیت آن در سال ۲۰۱۲ به تعداد ۱۳۷۰ نفر و وسعت هردو جزیره ۱٫۷ کیلومتر مربع می‌باشد. اهالی آن از نژاد آلمانی و فریسی‌ها هستند.
دو جزیره تا سال ۱۷۲۰ میلادی بهمدیگر متصل بودند و در آن سال به علت خیزآب از همدیگر جدا گشته‌اند. ارتفاع بلندترین قسمت جزیره اصلی که مسکونی است، ۶۱ متر از سطح دریا است.

## هلیگولند در جنگ جهانی دوم
بعد از پایان جنگ جهانی دوم، ارتش بریتانیا مقدار زیادی مهمات و مواد منفجرهٔ مازاد داشت که می‌خواست به نحوی از آن‌ها استفادهٔ لازم را ببرد. رأی استفاده از مهمات و مواد منفجره مازاد پس از پایان جنگ جهانی دوم، پیشنهاد شد تا آزمایش‌های زمین‌لرزه‌ای انجام دهند؛ به‌طوری‌که با انفجار کنترل شده و دقیق مواد منفجره، امواج کوچکی مشابه زلزله ایجاد کنند که در واقع به هنگام بروز زلزلهٔ واقعی، آماده باشند. انجام این کار در درون انگلستان انجام‌ناپذیر بود؛ چرا که مقیاس و بزرگی انفجاری که آن‌ها می‌خواستند انجام دهند، بزرگتر از چیزی بود که در خاک انگلستان بتوان به آن دست یافت و با این کار ممکن بود به مکان‌های نزدیکِ انفجار، خسارات جدی وارد شود؛ بنابراین آن‌ها تصمیم گرفتند به آلمان بروند. دولت بریتانیا به تازگی به بزرگ‌ترین جنگش با آلمان در تاریخ بشر پایان داده بود و درست مانند مهمات جنگی، هنوز کمی هم از خشونت مازاد ناشی از جنگ، بین هر دو باقی‌مانده بود. در ژوئیه ۱۹۴۶، یک زباله‌دانی مهمات جنگی در «زواتاو»، شهری در شمال آلمان وجود داشت که به منظور ایجاد امواج زمین‌لرزه‌ای منفجر شد. این انفجار از فاصلهٔ ۵۰ کیلومتری قابل مشاهده بود. اما دولت بریتانیا خواهان انفجار بزرگتری بود؛ بنابراین آن‌ها خود را آمادهٔ مهیب‌ترین انفجار غیر اتمی دنیا کردند که در نهایت منجر به وقوع «بریتیش بنگ» (British Bang) شد. هدف آن‌ها مجمع‌الجزایری کوچک به نام «هلیگولند» بود که خارج از خط ساحلی آلمان قرار داشت. لمانی‌ها جمعیت غیرنظامی را از جزیره خارج کرده و آنجا را تبدیل به یک پایگاه نیروی دریایی و سپس این پایگاه را مجهز به تأسیسات کشتی‌سازی، بندرگاه، سنگرهای زیرزمینی و توپخانهٔ ساحلی کردند. اولین درگیری نیروی دریایی در نزدیکی این جزیره به وقوع پیوست. نام این جنگ، «نبرد ساحل هلیگولند» بود. وقتی که جنگ جهانی اول به پایان رسید، ساکنان جزیره به هلیگولند بازگشتند و این جزیره تبدیل به تفریحگاه گردشگری برای طبقهٔ اشرافی آلمان شد. در دورهٔ نازی‌های آلمان، دوباره در این جزیره پایگاه نظامی ساخته و تا پایان جنگ جهانی دوم، متحمل انفجار بمب‌های بسیاری شد.
با شکست آلمان، جمعیت جزیره بیرون رانده شدند و دولت بریتانیا تصمیم به تخریب سنگرهای باقی‌مانده، زاغه‌های مهمات زیرزمینی و پایگاه زیردریایی با استفاده از یک انفجار بزرگ گرفت. بریتانیا می‌خواست با این کار، به‌طور همزمان، بزرگ‌ترین انفجار تاریخ را با استفاده از سنسورهای لرزه‌نگاری برای جامعهٔ علمی ثبت کند. در ۱۸ آوریل ۱۹۴۷، "نیروی دریایی پادشاهی بریتانیا حدود ۶۷۰۰ تن مواد منفجره، منفجر کرد. دود ناشی از این انفجار یک شکل قارچ‌مانند به رنگ سیاه ایجاد کرد که وسعتش در آسمان به ۱۸۰۰ متر می‌رسید. به افرادی که در جزیرهٔ اصلی و ۶۰ کیلومتری محل انفجار زندگی می‌کردند، هشدار داده شد تا پنجره‌های خانه‌هایشان را باز نگه دارند که موجب ترکیدن شیشه‌ها نشود. تشعشعات این انفجار تا جزیرهٔ سیسیل (در جنوب ایتالیا) به ثبت رسید. انفجار هلیگولند، به عنوان بزرگ‌ترین انفجار غیر-اتمی جهان در کتاب رکوردهای گینس به ثبت رسیده‌است. انرژی ساطع شده از این انفجار، برابر با یک سوم انفجار اتمی هیروشیما بود که جزیرهٔ اصلی هلیگولند و تا چندین مایل درون زمین را لرزاند. دولت بریتانیا انتظار داشت که جزیزه به کل نابود شود. جزیره از تخریب کلی جان سالم به در برد اما شکل ظاهری‌اش کاملاً و برای همیشه عوض شد. قسمت جنوبی غارمانند این جزیره تبدیل به یک حفرهٔ بزرگ شد که امروزه گردشگران زیادی را به سمت خود جذب می‌کند.

## هلیگولند بعد از بریتیش بنگ (British Bang)
نیروی هوایی سلطنتی بریتانیا بعدها باز هم از این جزیره به عنوان محل تمرین بمب‌گذاری و انفجار استفاده کرد تا این که در نهایت در ۱ مارس ۱۹۵۲ این جزیره به آلمان غربی بازگردانده شد. شهر، بندرگاه و تفریحگاه جزیرهٔ «دان» همگی از نو ساخته شدند و هلیگولند یک بار دیگر تبدیل به یک استراحتگاه شد.